# Paul Kazuo Kuroda
Paul Kazuo Kuroda (n. 1 aprilie 1917, Prefectura Fukuoka, Japonia - d. 16 aprilie 2001, Las Vegas, Nevada) a fost un chimist și fizician nuclearist american de origine japoneză.

## Cariera
A obținut diploma de doctor la Universitatea Imperială din Tokyo sub îndrumarea profesorului Kenjiro Kimura.
Prima lui lucrare a fost publicată în 1935. Și-a concentrat activitatea cu precădere în domeniile radio- și cosmochimiei, cele mai multe dintre cele 40 de lucrări publicate înainte de 1944 fiind despre chimia izvoarelor apelor termale. În 1944 a devenit cel mai tânăr membru al Facultății de Chimie din cadrul Universității Imperiale din Tokyo, iar după al Doilea Război Mondial a continuat să activeze în domeniul radiochimiei până în 1949, în pofida interdicțiilor din Japonia privitoare la acest domeniu.
La sosirea sa din 1949 în Statele Unite l-a întâlnit pe Glenn Seaborg, fapt care a impulsionat și mai mult cariera sa către studiul domeniului radioactivității. Nefiind însă cetățean american, între 1950-1952 a evectuat un stagiu postdoctoral la Universitatea din Minnesota în domeniul chimiei analitice (coordonatori: Ernest Birger Sandell și Izaak Maurits Kolthoff). 
În 1952 a devenit asistent universitar in domeniul Chimie la Universitatea din Arkansas, unde a coordonat 64 de lucrări de doctorat. A obținut cetățenie american în 1955, iar în 1979 a devenit primul profesor de chimie „Edgar Wertheim” al Universității din Arkansas, funcție din care s-a retras oficial în anul 1987, rămânând un cercetător activ și după pensionare.

## Activitate științifică
Paul Kazudo Kuroda a publicat circa 400 de lucrări științifice. Remarcabile sunt următoarele două descoperiri:
În 1956, Paul Kazudo Kuroda a fost primul care a postulat posibilitatea existentei reactorilor naturali de fisiune nucleară în decursul existenței geologice a Pământului. Validitatea presupunerii sale a fost dovedită în septembrie 1972, prin descoperirea de astfel de reactori fosili la minele de uraniu de la Oklo, Gabon.
În 1960 a postulat prezența 244Pu la începuturile sistemului solar. Acest fapt a fost confirmat ulterior de excesul de xenon de pe meteoritul Pasamonte, fapt atribuit fisionării 244Pu.

## Premii
- Premiului pentru Chimie Pură al Societății Japoneze de Chimie (1949)
- Premiul Societății Americane de Chimie pentru cel mai bun chimist din sud (1973)
- Premiul Societății Americane de Chimie pentru cel mai bun chimist din regiunea centru–vest (1977)
- Premiul Societății Americane de Chimie pentru aplicații ale științelor nuclear în chimie (1978)
- Premiul Shibata al Societății Japoneze de Geochimie (1991)

## Vezi și
- Combustibil nuclear
- Fisiune nucleară
- Reactori naturali de fisiune nucleară
- Uraniu